# Linia de succesiune la tronul din Bhutan

Actualul monarh al Bhutanului este regele Jigme Khesar Namgyel Wangchuck.

Linia de succesiune este următoarea:
1. Prințul Jigme Namgyel Wangchuck (n. 2015)
2. Prințul Jigme Ugyen Wangchuck (n. 2020)
3. Prințul Jigyel Ugyen Wangchuck (n. 1984)
4. Prințul Khamsum Singye Wangchuck (n. 1985)
5. Prințul Jigme Dorji Wangchuck (n. 1986)
6. Prințul Ugyen Jigme Wangchuck (n. 1994)
7. Prințesa Sonam Yangden Wangchuck (n. 2023)
8. Prințesa Chimi Yangzom Wangchuck (n. 1980)
9. Prințesa Sonam Dechen Wangchuck (n. 1981)
10. Prințesa Dechen Yangzom Wangchuck (n. 1981)
11. Prințesa Kesang Choden Wangchuck (n. 1982)
12. Prințesa Euphelma Choden Wangchuck (n. 1993)
13. Prințul Namgyal Wangchuck (n. 1943)
14. Prințesa Choki Ongmo Wangchuck (n. 1937)
15. Prințesa Deki Yangzom Wangchuck (n. 1944)
16. Prințesa Pema Choden Wangchuck (n. 1949)